# Florence Guillemin
Pour les articles homonymes, voir Guillemin.
Florence Guillemin, née le 4 décembre 1980 à Besançon, est une arbitre internationale de football française. Elle représente la Ligue de Franche-Comté et son club l'ES Naisey depuis 1997. Elle est également professeure d'anglais au Collège Aigremont situé à Roulans.

## Biographie
Au sein de son club l'Espérance Sportive Naisey-les-Granges, elle commence l'arbitrage en 1997. Le 6 octobre 2002, elle arbitre son premier match du championnat de France féminin, PSG contre Soyaux. Elle est promue Arbitre fédérale féminine en 2003. Alors qu'elle arbitre un match amical féminin entre la France et Pays-Bas au stade Auguste-Bonal en 2005, elle devient arbitre internationale l'année suivante. Cette même année 2006, elle arbitre sa première finale de Coupe de France au centre. 
En 2010, elle est sélectionnée pour arbitrer certains matches de poules de la Coupe du monde féminine U20 en Allemagne.
Le 22 avril 2018, elle arbitre le quart de finale de Ligue des champions féminine entre Wolfsburg et le Slavia Prague.
Elle arbitre le 31 mai 2018, la finale de la Coupe de France entre l'Olympique lyonnais et le Paris Saint-Germain. Elle prend lors de ce match plusieurs décisions qui créent beaucoup de polémiques. En effet, alors qu'il tombe cet soir-là l'équivalent de trois mois de pluie sur l'Alsace et après une très longue interruption de jeu, elle décide la poursuite du match malgré les conditions. De plus, elle siffle par erreur une faute sur une joueuse parisienne, ce qui annule le but égalisateur d'Ada Hegerberg dans le temps additionnel,.
Promue arbitre Élite UEFA le 1er juillet 2018, elle arbitre deux jours plus tard la finale de la Coupe du monde militaire féminine 2018, à Fort Bliss aux États-Unis, entre le Brésil et la Corée du Sud.
À issue de la saison 2020-2021, elle décide de mettre fin à sa carrière internationale .

## Récompenses
- Trophée de la meilleure arbitre de Division 1 (2016, 2018, 2020)